# Stederdorf (Peine)
Stederdorf (niederdeutsch Stierdorp) ist ein Stadtteil im Norden von Peine in Niedersachsen.

## Geschichte
Seine erste belegbare Erwähnung findet der Ort in einer nicht datierten Urkunde des Staatsarchivs Hannover, die den Jahren von 1260 bis 1280 zugeordnet wird.
Der Ort war lange Zeit unter der Herrschaft der welfischen Herzöge, die hier mit einer steinernen Befestigung direkt der Peiner Grafschaft gegenüberstanden, die im 13. Jahrhundert dem Hochstift Hildesheim zugefallen war. Der steinerne Turm des Ortes wurde als Folge des Herlingsberger Krieges zerstört.
Mit der Gebietsreform, die am 1. März 1974 in Kraft trat, wurde Stederdorf ein Ortsteil der Stadt Peine.

## Religion
In Stederdorf befindet sich die evangelische St.-Petrus-Kirche, zum Kirchenkreis Peine gehörend.
1971/72 wurde an der Teichstraße die katholische Kirche St. Johannes der Täufer erbaut. 2008 erfolgte ihre Profanierung, sie gehörte zur Pfarrgemeinde Zu den heiligen Engeln in Peine. In dem Gebäude befindet sich heute eine städtische Kindertagesstätte. Die nächstliegende katholische Kirche befindet sich heute vier Kilometer entfernt in Peine.

## Politik

### Ortsrat
Der Ortsrat, der die Ortsteile Stederdorf und Wendesse gemeinsam vertritt, setzt sich aus neun Mitgliedern zusammen. Die Ratsmitglieder werden durch eine Kommunalwahl für jeweils fünf Jahre gewählt.
Bei der Kommunalwahl 2021 ergab sich folgende Sitzverteilung:
| Ortsrat 2021Insgesamt 9 Sitze - SPD: 4 - Grüne: 1 - FDP: 1 - CDU: 3 |

### Ortsbürgermeister
Ortsbürgermeister ist Holger Hahn (SPD).

### Wappen
Das Wappen zeigt einen aufrecht stehenden und nach rechts blickenden blauen welfischen Löwen mit einer roten Zunge auf einem goldenen Schild, der von zwei blauen Rauten flankiert wird. Die Rauten entstammen dem Wappen der Familie von Oberg, die seit dem 13. Jahrhundert Ländereien in Stederdorf besaß und dort bis 1852 die niedere Gerichtsbarkeit ausübte. Die Farben Blau-Gold und der Löwe weisen auf die jahrhundertelange Zugehörigkeit zum Herzogtum Braunschweig-Lüneburg hin.
Das Wappen wurde am 7. Juli 1951 vom niedersächsischen Innenminister genehmigt, der Entwurf stammt von Rudolf Dehnke.

## Kultur und Sehenswürdigkeiten

### Bauwerke
- Nördlich von Stederdorf steht die hölzerne, 1997 restaurierte Bockwindmühle aus dem Jahr 1884. Die sogenannte „Woltersche Bockwindmühle“ ist seit Frühjahr 2011 Teil der „Niedersächsischen Mühlenstraße“.
- Auf einem Hügel südöstlich steht die Metzingsche Mühle, die heute als Industrieanlage genutzt wird. Dicht dabei auf dem Gelände wird ein Fernmeldeturm betrieben.
- Die Bruchsteinkirche am Dorfrand auf dem ehemaligen Friedhof stammt aus dem 16. Jahrhundert.
- Auf dem Luhberg bei Stederdorf steht das Schlageter-Denkmal.

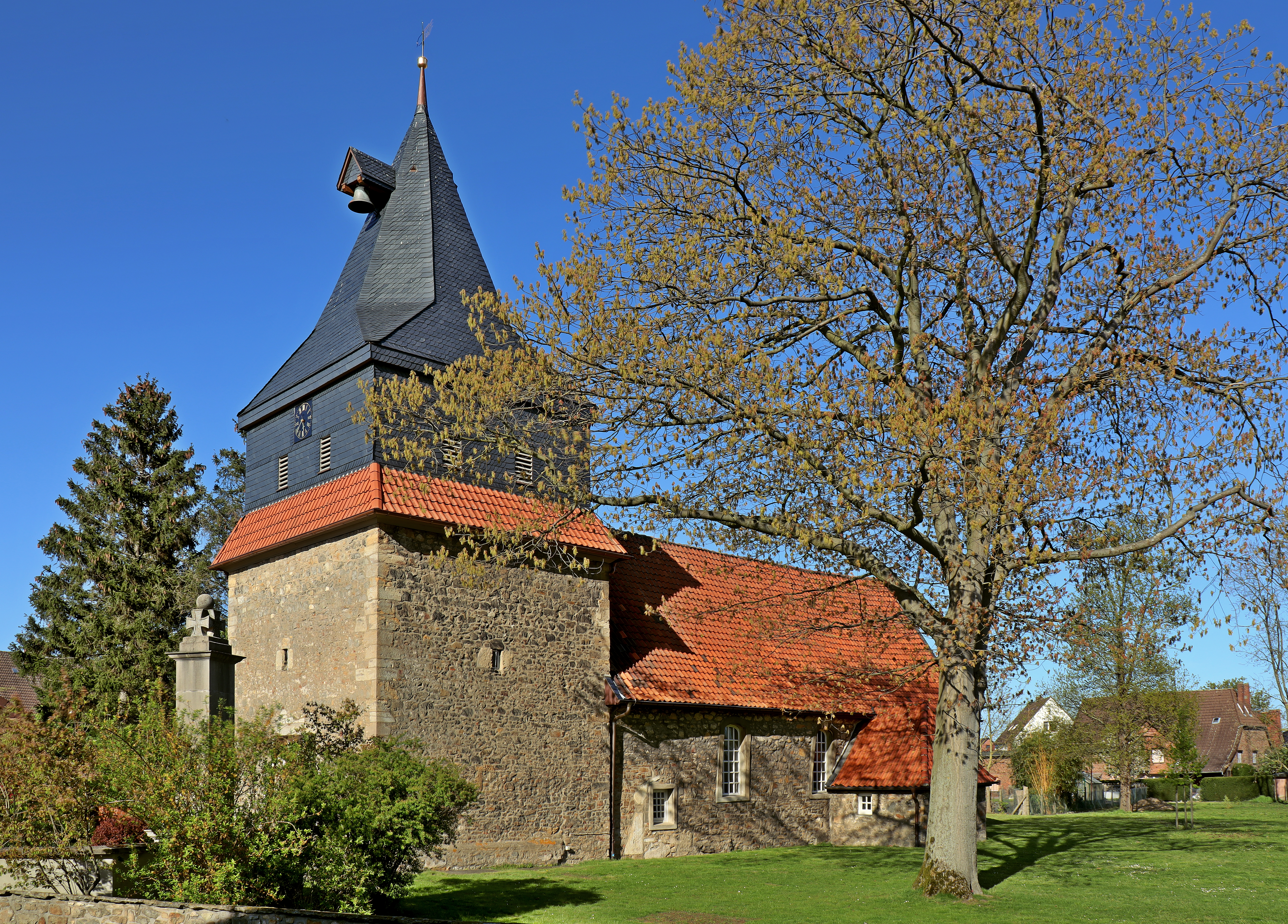
St.-Petrus-Kirche
Kapelle an der St.-Petrus-Kirche
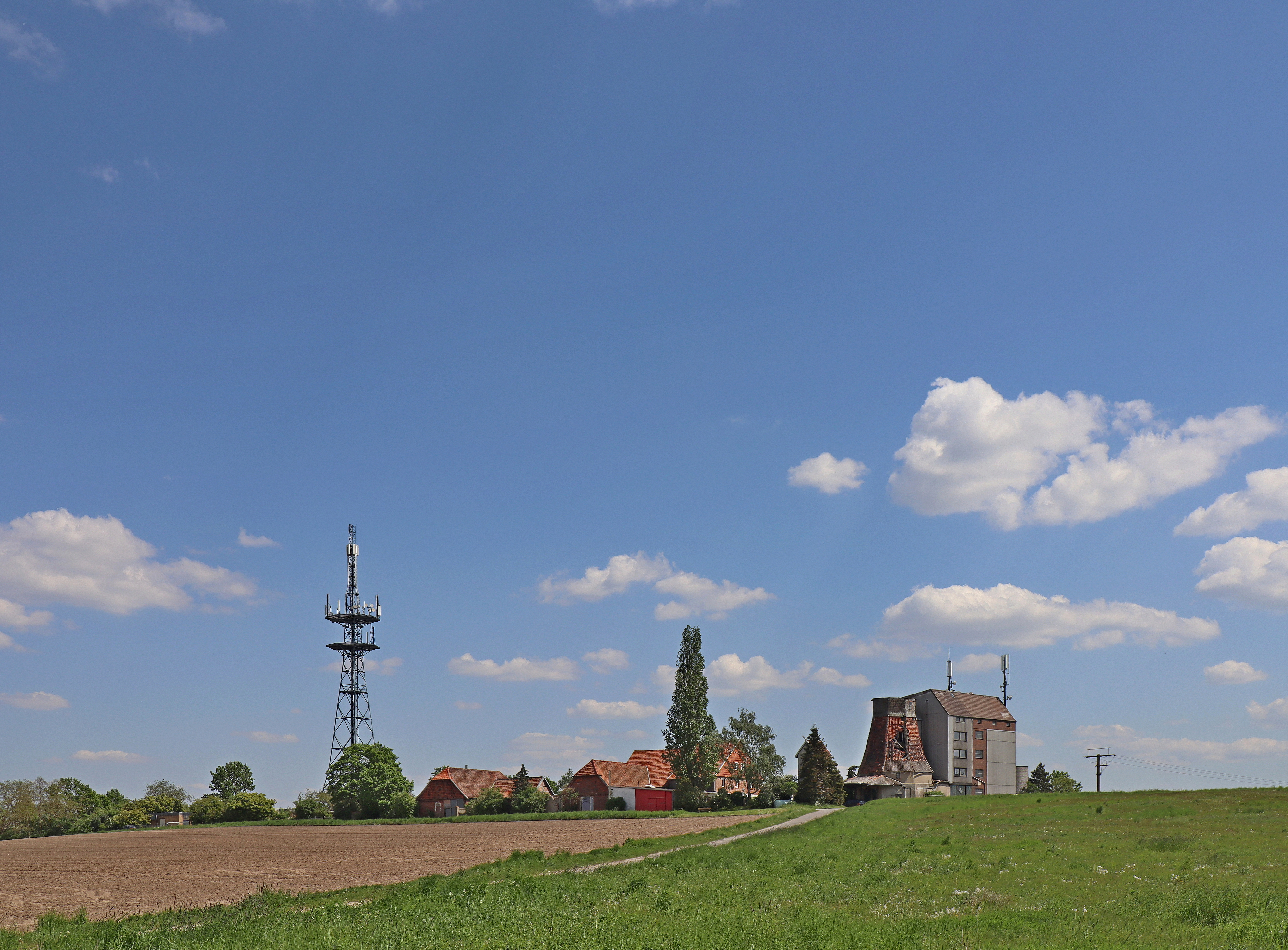
Fernmeldeturm und Metzingsche Mühle
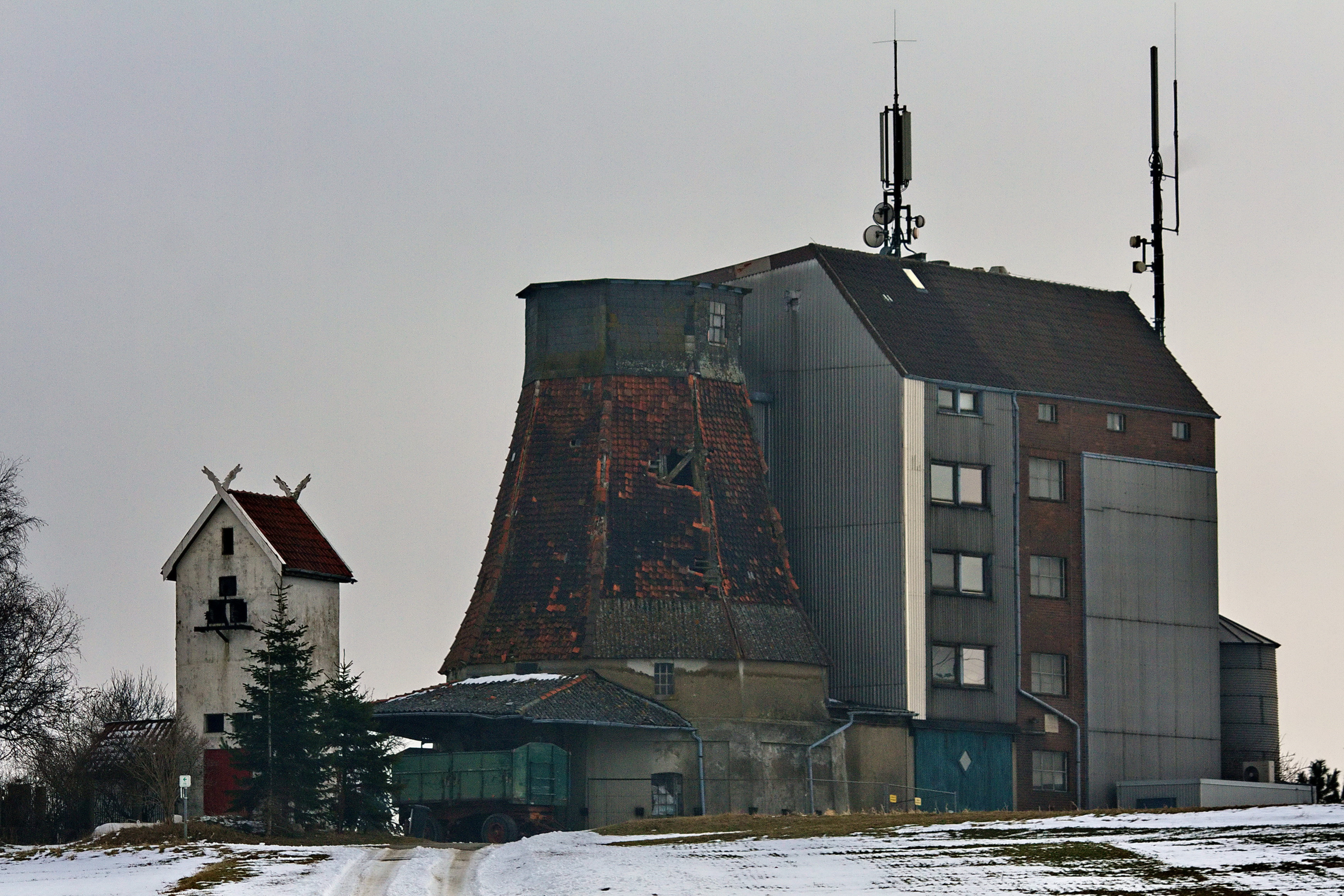
Metzingsche Mühle
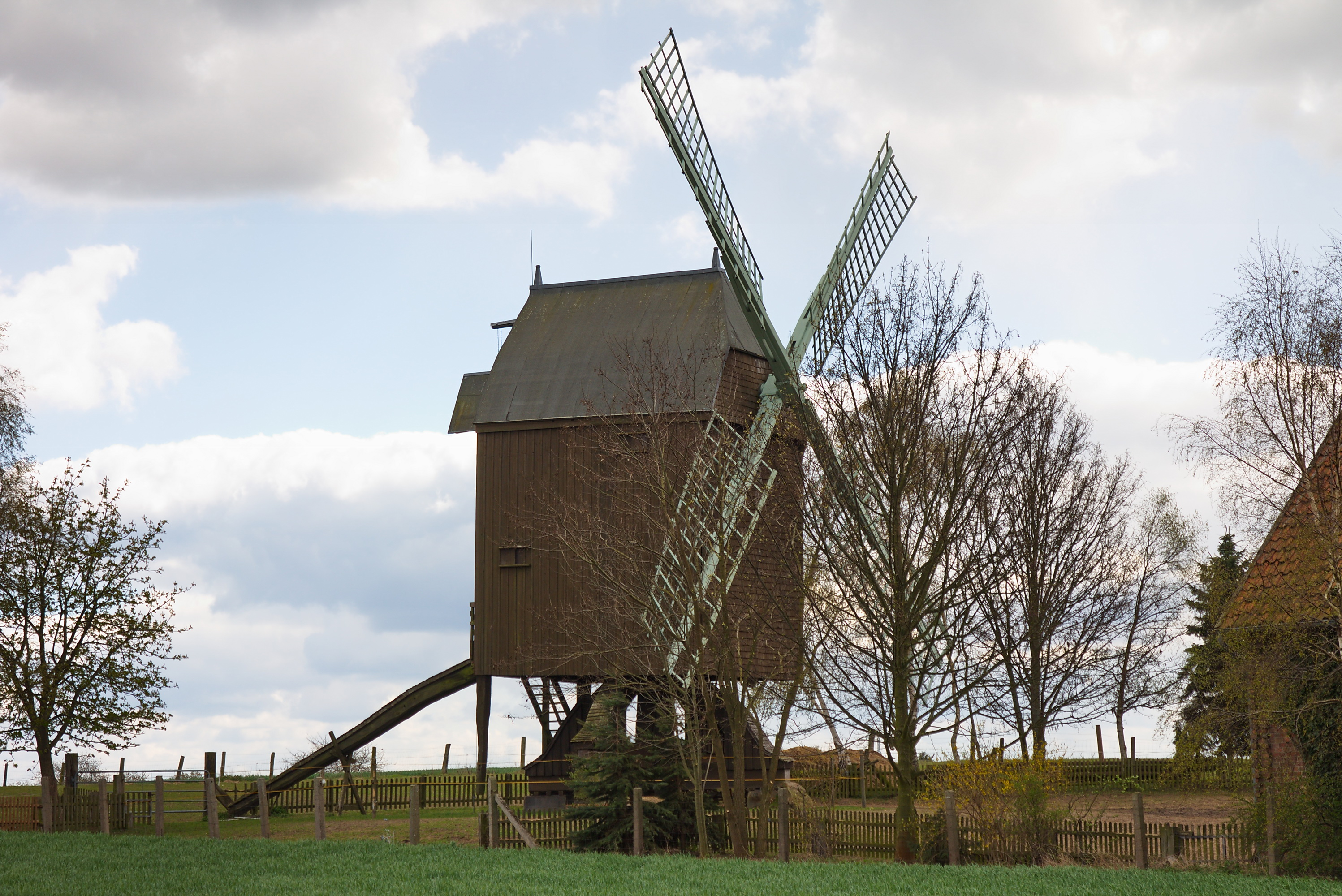
Woltersche Mühle

### Regelmäßige Veranstaltungen
- Bürgerfastnacht
- Osterfeuer – Dorfteich in Flammen (Karsamstag)
- Maibaumfest (1. Mai)
- Schützenfest (Pfingsten)
- Weihnachtsmarkt (1. Advent)
- weitere Veranstaltungen durch die Vereine organisiert

### Vereine
In Stederdorf gibt es eine Vielzahl von Vereinen und Verbänden.
- Der MTV Stederdorf ist ein Mehrspartenverein und bietet Sportarten wie Turnen, Tanzen, Tennis, Tischtennis und einen Spielmannszug an.

Der Spielmannszug des MTV Stederdorf wurde im Mai 2013 Deutscher Meister der Spielleuteensembles beim fünften Deutschen Musikfest in Chemnitz.
- Der SSV Stederdorf ist ein Fußballverein, der derzeit aus zwei Herren-, einer Altherren und mehreren Jugendmannschaften besteht.

Diesen Sportvereinen stehen zwei Sporthallen (Luhberghalle und Konsumhalle), vier Tennisplätze und einen Fußballplatz (A- und B-Platz) zur Verfügung.
Weitere Vereine sind der CVJM Stederdorf, die Siedlergemeinschaft, Sozialverband, die Landfrauen, der Gesangsverein Concordia Germania, das Bürgerfastnachtskomitee, der Schützenverein, die Junggesellschaft und ihr weibliches Pendant, die Dorfteichnixen sowie mehrere Fördervereine.

## Wirtschaft und Infrastruktur

### Bildung

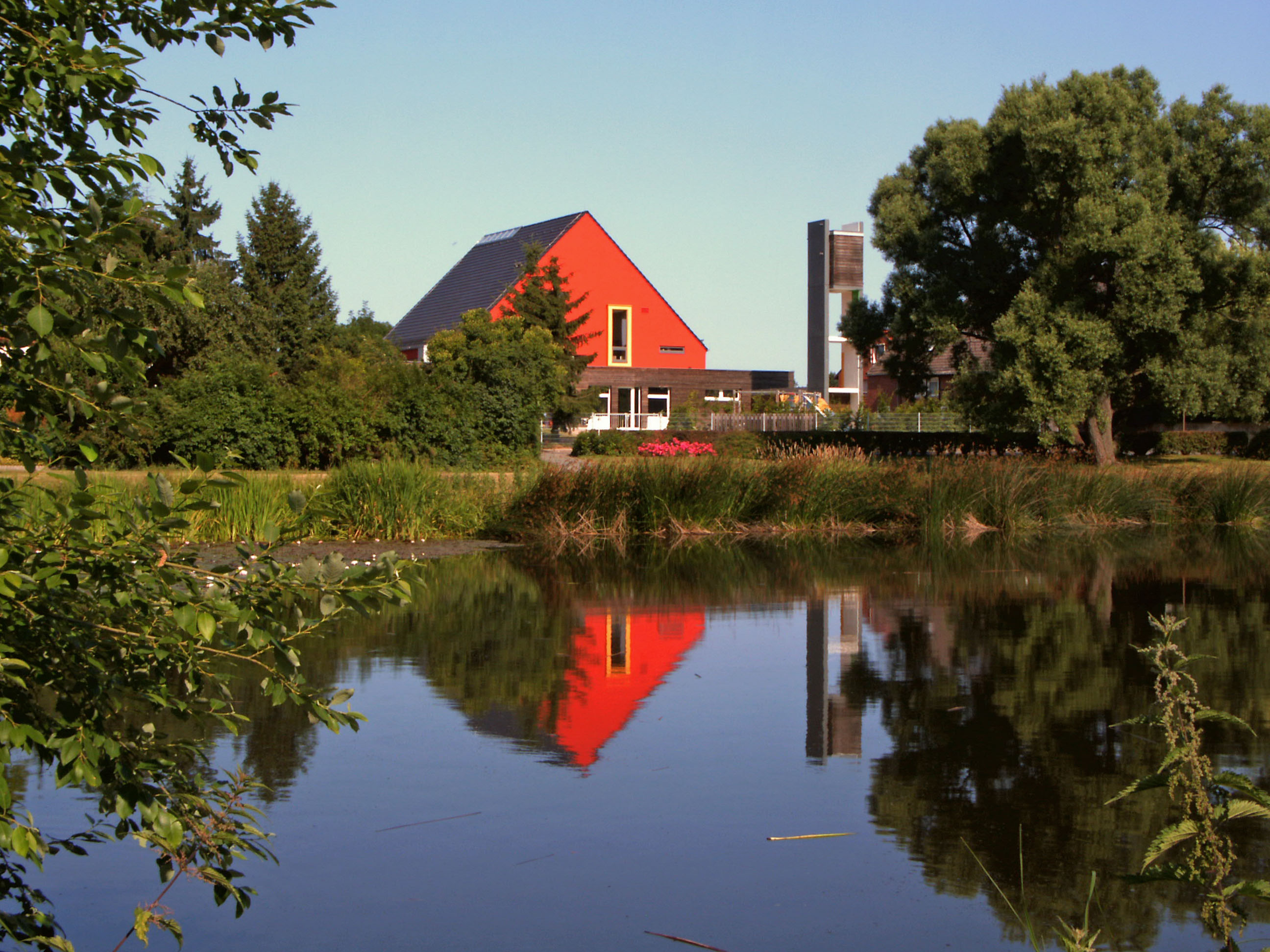
Dorfteich mit Kindertagesstätte

Stederdorf verfügt über einen evangelischen und zwei städtische Kindergärten. Des Weiteren gibt es eine Grundschule.

### Verkehr
Stederdorf liegt direkt an der Bundesautobahn 2 (A 2), die das Ruhrgebiet mit der deutschen Hauptstadt Berlin verbindet, und verfügt über eine sogenannte Doppelanschlussstelle. Neben der ursprünglichen Autobahnausfahrt „Peine“ wurde im Jahre 1997 eine zusätzliche Ausfahrt „Peine-Ost“ fertiggestellt. Beide tragen die Nr. 52.
Die Bundesstraße 444 durchquert den Ort von Norden nach Süden. Südwärts verbindet sie Stederdorf mit dem Stadtzentrum von Peine, in nördlicher Richtung führt sie nach Edemissen.

## Persönlichkeiten
- Walter Bubbe (1890–1970), Philologe und Gymnasiallehrer
- Artur Wilke (1910–1989), Dorfschullehrer und NS-Kriegsverbrecher
- Hermann Giere (1898–1987), Kommunalpolitiker, Ehrenbürger der ehemaligen Gemeinde Stederdorf
- Anton Görgner (1897–1988), Kommunalpolitiker, Ehrenbürger der ehemaligen Gemeinde Stederdorf